# Feliks Rajczak
Feliks Rajczak (ur. 30 lipca 1938 w Świątnikach koło Pabianic – zm. 14 kwietnia 1987 w Sieradzu) – polski poeta, satyryk, edytor, działacz kulturalny.
Ukończył studia polonistyczne na Uniwersytecie Łódzkim w 1969 roku. Debiutował jako poeta w 1959 roku na łamach "Nowej wsi". Organizował życie kulturalne, pracował m.in. jako nauczyciel języka polskiego, wicedyrektor Wojewódzkiego Domu Kultury w Sieradzu, sekretarz Towarzystwa Przyjaciół Zduńskiej Woli (1980-1987). Ojciec Wojciecha Feliksa (ur. 19 stycznia 1971) – magistra farmacji i Witolda Aleksandra (ur. 24 czerwca 1972) – artysty plastyka.

## Życiorys
Feliks Rajczak urodził się w chłopskiej rodzinie w Świątnikach koło Pabianic, był najstarszym dzieckiem Jana (zmarłego 16 listopada 1983 roku) i Feliksy z domu Orłowskiej (zmarłej 3 czerwca 1992 roku), miał dwoje rodzeństwa – siostrę Eugenię i brata Jana. Podczas drugiej wojny światowej w roku 1943, cała rodzina została przesiedlona do Meklemburgii, a ich gospodarstwo przejęte przez okupantów. Rodzina powróciła do kraju w maju 1945 roku, motyw ten pisarz zawarł w jednym ze swoich opowiadań – Przeszliśmy Odrę. W tym samym roku młody Feliks podjął naukę w szkole podstawowej w Porszewicach, którą ukończył siedem lat później. Następnie uczęszczał do technikum budowlanego w Lublinie, drugą klasę rozpoczął już jednak w Łodzi. Po trzech miesiącach szkoły zachorował, a niewłaściwe leczenie spowodowało u Rajczaka trwałą chorobę serca. Maturę zdał w łódzkim liceum dopiero w roku 1963, na problemy zdrowotne nałożyły się także kłopoty z nauką.
Poeta rozpoczął w sierpniu 1963 stacjonarne studia w zakresie filologii polskiej na Uniwersytecie Łódzkim, zamieszkał wówczas przy ulicy Lumumby 3/5, gdzie obecnie mieści się apteka. W lutym 1965 roku, po ukończeniu trzech semestrów, przeniósł się na studia zaoczne. Rok później ukończył Państwowe Zaoczne Studium Oświaty i Kultury Dorosłych w Łodzi. Pod kierunkiem doc. dr hab. Stanisława Kaszyńskiego napisał pracę magisterską na temat teatrów ludowych w regionie sieradzkim, studia polonistyczne ukończył w 1969 roku.
Feliks Rajczak ożenił się w roku 1966 z Marią Podgórską – mieszkanką Zduńskiej Woli, koleżanką ze studiów. Po ślubie zamieszkał w domu teściów przy ulicy Paprockiej w Zduńskiej Woli. 2 stycznia 1967 roku podjął pracę w świetlicy PSS „Społem”, od kwietnia tego samego roku kierował Spółdzielczym Domem Kultury, stanowisko to pełnił do sierpnia 1969 roku. Rajczak powołał w czasie pracy w domu kultury do życia Dyskusyjny Klub Filmowy, Klub Amatora Plastyka i Klub Literacki. W roku szkolnym 1969/1970 był kierownikiem internatu Technikum Mechanicznego i Zasadniczej Szkoły Zawodowej (obecny Zespół Szkół Zawodowych nr 1 im. Obrońców Westerplatte w Zduńskiej Woli), rok później został tam nauczycielem języka polskiego.
W styczniu 1971 roku przyszło na świat pierwsze dziecko Feliksa i Marii Rajczaków – Wojciech Feliks, jak wspomina żona poety drugie imię – po ojcu – zostało nadane z jej stanowczego wyboru. Rok później, w czerwcu 1972 roku, urodził się drugi syn – Witold Aleksander, obecnie dyrektor Liceum Plastycznego im. Katarzyny Kobro w Zduńskiej Woli. Maria Rajczak tamten okres wspomina następująco:

Życie płynęło na ogół spokojnie. Największymi w tym czasie problemami były choroby dzieci, praca zawodowa, ciasnota mieszkaniowa, które zapewne męczyły trochę Feliksa, ale mam wrażenie, że jednocześnie go umacniały, nadawały sens i radość Jego życiu.

Rajczak został wicedyrektorem Wojewódzkiego Domu Kultury w Sieradzu (placówka miała początkowo siedzibę w Zduńskiej Woli) we wrześniu 1975 roku, następnie objął Dział Wydawnictw i Informacji, który prowadził do samej śmierci w roku 1987. Podczas pracy w WDK powołał Klub Pracy Twórczej, a w nim sekcje: literacką, plastyczną i muzyczną. W 1975 r. został członkiem Zarządu Towarzystwa Przyjaciół Zduńskiej Woli, a od stycznia 1980 r. pełnił funkcje sekretarza stowarzyszenia.
Od roku 1979 stan zdrowia Feliksa Rajczaka gwałtownie się pogarszał, a sam artysta nie chciał zdecydować się na podjęcie leczenia i operację. Zmarł nagle w drodze z pracy 14 kwietnia 1987 roku, dwa dni później został pochowany na zduńskowolskim cmentarzu przy ulicy Łaskiej, a uroczystości pogrzebowe zgromadziły liczne grono przyjaciół i znajomych z całego kraju.

## Twórczość

### Tomy poetyckie
- Gołąb i jabłko, wrzesień 1967. (IW PAX)
- Źrenica, listopad 1967. (KKMP przy ZG ZMW i LSW)
- Jednostki uśmiechu, 1974. (Wydawnictwo Łódzkie)
- Ósmy świt, 1977. (Wydawnictwo Łódzkie)
- Dedykacje, wrzesień 1977. (Wydział Kultury UM w Zduńskiej Woli)
- Ballada o łęgach, 1978. (LSW)
- Ambaje, 1983. (Wydawnictwo Łódzkie)
- Fraszki frywolne, 1984. (Wydział Kultury UM w Zduńskiej Woli)
- Sieradzkie fraszki i limeryki, 1984. (WBP w Sieradzu)
- Wrota, 1985. (LSW)

Pośmiertnie:
- Ekslibrisy i epitafia, 1993. (Wydawnictwo Łódzkie)
- Powiało dawnym życiem, 2007. (Biblioteka Topoli, pozycja 18)

### Publikacje pod redakcją Feliksa Rajczaka
- Wiersze o Świętym ze Zduńskiej Woli, 1982.
- Obrazy i słowa, 1982.
- Rubinowa Hortensja. Antologia utworów nagrodzonych 1965–1979 wraz z A. Biskupskim, 1987. (Wydawnictwo Łódzkie)
- Miłość jest twórcza. Św. Maksymilian Kolbe w rzeźbie i poezji, 1987.
- Siódma prowincja. Wiersze o Ziemi Sieradzkiej, 1990.